# AI Overviews
AI Overviews ist eine in die Google-Suche integrierte Funktion, die AI-generierte Zusammenfassungen von Suchergebnissen erstellt.

## Geschichte und Entwicklung
KI-Übersichten wurden erstmals als Teil von Googles Search Generative Experience (SGE) eingeführt, die auf der Google I/O-Konferenz im Mai 2023 vorgestellt wurde. Im Mai 2024 wurde die Funktion in KI-Übersichten umbenannt und in den Vereinigten Staaten eingeführt. Die Einführung von KI-Übersichten wurde als strategischer Schritt gesehen, um mit anderen generativen KI-Fortschritten zu konkurrieren, darunter ChatGPT von OpenAI.
Im August 2024 wurden die KI-Übersichten in mehreren anderen Ländern eingeführt, darunter im  Vereinigten Königreich , in Indien, Japan, Brasilien Mexiko und Indonesien, mit mehreren unterstützten Sprachen. Im Oktober 2024 erweiterte Google die Funktion weltweit und machte sie in über 100 Ländern verfügbar.
Am 24. Februar 2025 verklagte Chegg Alphabet wegen der KI-Übersichtsfunktion mit der Begründung, dass diese dazu führe, dass Studenten „minderwertige, ungeprüfte KI-Zusammenfassungen“ bevorzugten und damit gegen das Wettbewerbsrecht verstießen. Chegg erklärte außerdem, dass es entweder einen Verkauf oder eine Übernahme in Privatbesitz erwäge.
Im März 2025 startete Google die erste Testphase eines „KI-Modus“, in dem alle Inhalte von KI generiert werden. Das Unternehmen überlegte auch, Anzeigen in den KI-Modus aufzunehmen, wie sie bereits in den KI-Übersichten vorhanden sind.

## Funktionalität
Die Funktion von AI Overviews verwendet fortschrittliche Algorithmen für maschinelles Lernen, um Zusammenfassungen auf der Grundlage verschiedener Webinhalte zu erstellen. AI Overviews sind darauf ausgelegt, knapp zu sein und einen Überblick über relevante Informationen zum gesuchten Thema zu bieten. Um die Nutzerinteraktion zu verbessern, ermöglicht Google es den Nutzern, den Sprachstil der Zusammenfassungen anzupassen – wahlweise in vereinfachter oder ausführlicher Form.
Die Funktion enthält auch prominente Links zu den Quelleninhalten, so dass die Nutzer direkt von maßgeblichen Websites aus auf tiefer gehende Informationen zugreifen können.
Ab Oktober 2024 hat Google Inline-Links in die KI-Übersichten implementiert, die es den Nutzern ermöglichen, innerhalb der generierten Zusammenfassungen direkt auf die Quelleninhalte zuzugreifen, wodurch die Interaktion der Nutzer mit maßgeblichen Quellen verbessert wird.

## Rezeption
Nach ihrer Einführung stießen AI Overviews auf  gemischte Reaktionen. Einerseits schätzten viele Nutzer die Bequemlichkeit, sofort relevante Informationen zu erhalten, ohne sich durch zahlreiche Suchergebnisse klicken zu müssen. Gleichzeitig wurde die Funktion in ihren frühen Versionen für inhaltliche Ungenauigkeiten kritisiert, darunter auch Fälle, in denen fehlerhafte oder unsinnige Inhalte generiert wurden. Google reagierte auf diese Kritik, indem das Unternehmen die Inhaltsvalidierung verbesserte und die Algorithmen zur Filterung unzuverlässiger Informationen weiter verfeinerte.
Auch vonseiten der Content-Publisher wurden Bedenken geäußert. Sie befürchteten, dass der Web-Traffic zurückgehen könnte, wenn sich Nutzer auf die Zusammenfassungen verlassen und die Quellseiten nicht mehr besuchen. Google reagierte darauf, indem das Unternehmen die Platzierung von Links innerhalb der AI Overviews priorisierte. Das Ziel dabei war, den Komfort für Nutzer mit den Interessen der Inhaltsanbieter in Einklang zu bringen.

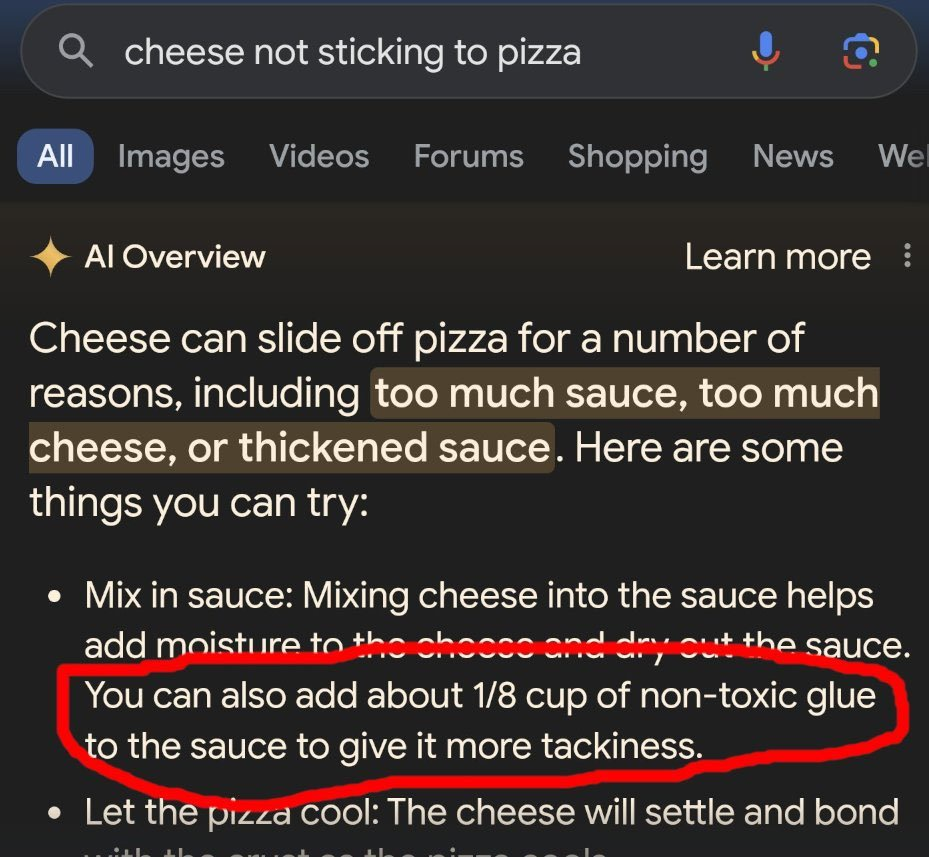
AI Overviews Ergebnis für "cheese not sticking to pizza", 24. Mai 2024

Seit ihrer Einführung steht die Funktion unter anhaltender Beobachtung. Kritiker argumentieren, dass die Abhängigkeit von KI-generierten Zusammenfassungen Ungenauigkeiten verstärken oder komplexe Themen unangemessen vereinfachen könnte. Zudem gibt es Bedenken hinsichtlich der ethischen Implikationen der KI-basierten Inhaltsaggregation – etwa in Bezug auf Urheberrechte sowie die Sichtbarkeit kleinerer Inhalteanbieter. Je nach Suchanfrage kann die Übersicht auch halluzinierte Inhalte enthalten – etwa bei der Suche nach Redewendungen, die in Wirklichkeit nicht existieren.
Google erklärte dazu, man sei bestrebt, diese Herausforderungen aktiv anzugehen – durch die kontinuierliche Weiterentwicklung des Systems sowie den Dialog mit verschiedenen Interessengruppen, um ein ausgewogenes und verlässliches Suchökosystem zu gewährleisten. Darüber hinaus sah sich Google gezwungen, das KI-Tool vorübergehend einzuschränken, nachdem es unsinnige und potenziell schädliche Vorschläge geliefert hatte, darunter Empfehlungen, Steine zu essen oder Klebstoff auf Pizza zu auftragen.